# Festival Terral

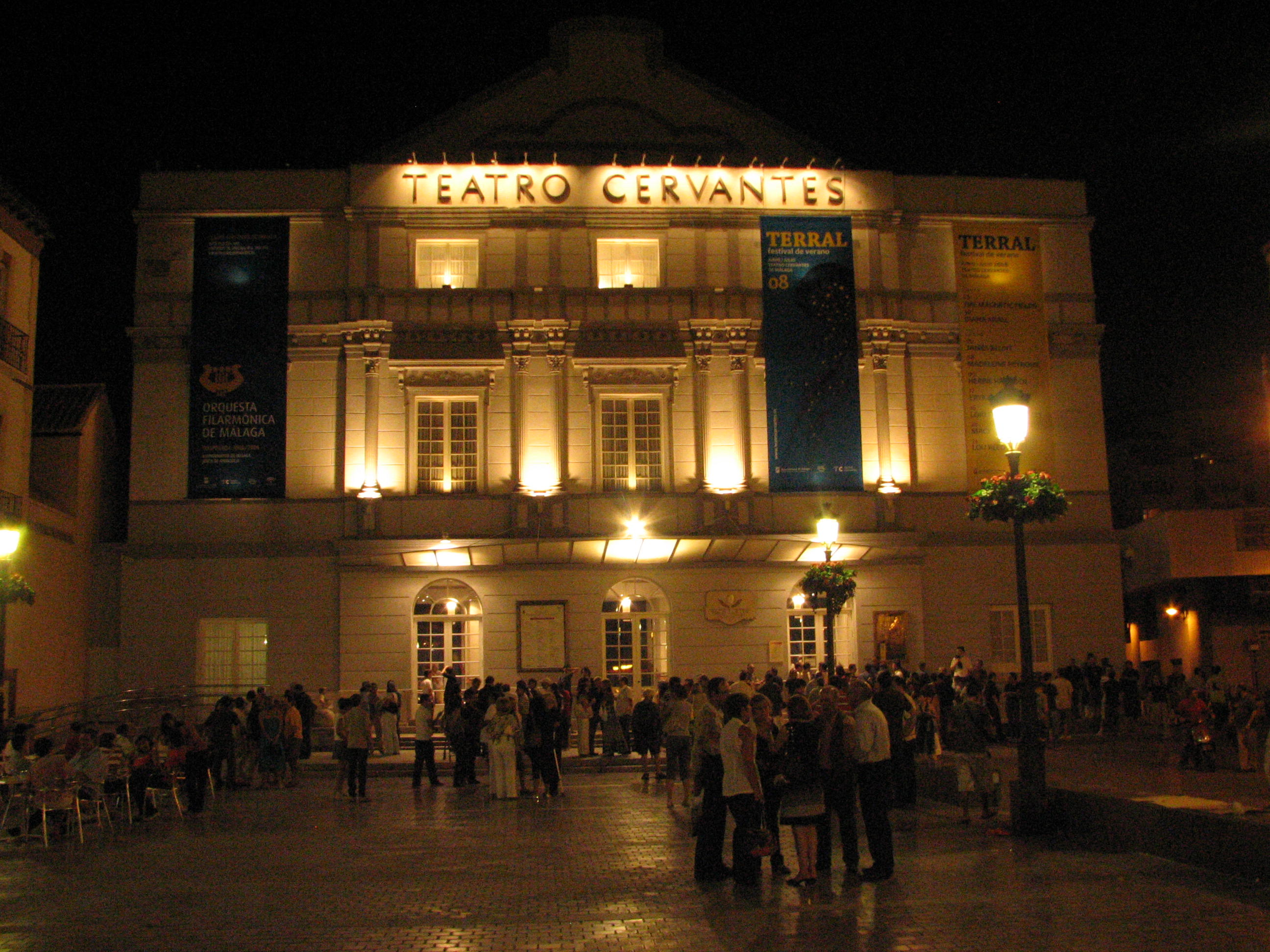
Edición de 2008.

El Festival Terral, Terral Málaga o Festival de Verano Terral, es un festival de música que se celebra anualmente durante el mes de julio (es decir cuando sopla el terral) en la ciudad de Málaga, España.
El festival está organizado por el Teatro Cervantes, escenario en el que tienen lugar la mayor parte de los conciertos programados, aunque también se desarrollan en el Teatro Echegaray, espectáculos en la calle y ocasionalmente en playas como la de La Araña o La Malagueta. No está dedicado a ningún género en concreto y suele incluir músicas del mundo, new age, pop, rock, electrónica, jazz o blues de la mano de artistas nacionales e internacionales. 